# Полякова, Елена Николаевна
Еле́на Никола́евна Поляко́ва (26 мая 1932, Саратов — 8 декабря 2021, Пермь) — советский и российский лингвист, доктор филологических наук, профессор кафедры теоретического и прикладного языкознания филологического факультета Пермского университета. Специалист в области истории русского языка, диалектологии и региональной ономастики.

## Биография
Родилась в Саратове в семье инженера-гидротехника Николая Алексеевича и филолога Марии Алексеевны Поповых, выходцев из духовного сословия. С 1938 года жила в Перми (Молотове), училась в школе-семилетке № 26, железнодорожной школе № 6, в 1950 году с золотой медалью окончила школу № 17. Занималась географией у Б. А. Чазова.
В 1955 году окончила историко-филологический факультет Молотовского государственного университета, где под руководством К. А. Фёдоровой исследовала русский язык XVII века. Работала преподавателем школы с. Берёзовка Алтайского края. С 1957 года преподавала в сельскохозяйственном и кожевенно-обувном техникумах г. Кунгура, одновременно описывала рукописи XVII—XVIII веков из собраний Пермского и Кунгурского краеведческих музеев. С марта 1960 года работала в Пермском университете лаборантом на кафедре иностранных языков, затем ассистентом (1964), старшим преподавателем (1968), доцентом (1973), а с 1986 года — профессором кафедры общего и славяно-русского языкознания (сейчас — кафедра теоретического и прикладного языкознания).
Окончив заочную аспирантуру УрГУ им. А. М. Горького, в 1968 году защитила в ЛГУ диссертацию на соискание учёной степени кандидата филологических наук «Шадринская рукопись 1687—1688 гг. как памятник делового языка XVII в.» (научный руководитель А. П. Громова, оппонент — М. А. Соколова), а в 1983 году там же — докторскую диссертацию «Лексика пермских памятников XVII — начала XVIII вв.: к проблеме делового языка как функциональной разновидности русского литературного языка». Заместитель декана филологического факультета по дневному отделению (1968—1971), и. о. декана филологического факультета (1984—1985). В 1988—1994 годах возглавляла методический совет университета, читала спецкурсы в Пермском педагогическом институте.
Муж — археолог Ю. А. Поляков (1932—1992); сын Александр — физик.
Скончалась в Перми 8 декабря 2021 года.

## Научная и преподавательская деятельность
Е. Н. Полякова является главным продолжателем традиций изучения пермских рукописных памятников XVII—XVIII вв., сложившихся в Перми еще в XIX в., а также основателем отдельных направлений в их изучении. Начатый ею еще в конце 1950-х гг. сбор и описание рукописей, хранившихся в Кунгуре, был затем расширен, к исследованию привлекались рукописи из других районов Пермского края, а также из архивов Москвы, Петербурга, что привело к созданию фундаментального «Словаря пермских памятников XVI — начала XVIII века» (Вып. 1-6, Пермь, 1993—2001). Этой же проблематике посвящено учебное пособие Е. Н. Поляковой «Русская региональная историческая лексикография» (1990).
С именем Е. Н. Поляковой связано возникновение научного интереса к пермской ономастике и топонимии. В 1975 году выходит в свет книга для школьников «Из истории русских имен и фамилий». В книге «К истокам пермских фамилий: Словарь» (1997) описано происхождение около 2,5 тыс. фамилий, история которых начинается в XVI—XVII вв. на территории Пермской области, а в «Словаре пермских фамилий» (2005) представлено уже более 5 тыс. фамилий, возникших в Пермском крае или принесенных туда с других территорий России в XVI—XVIII вв., показаны способы их образования, определены значения слов, ставших основами фамилий. Как специалист по топонимии принимала участие в археологических экспедициях Пермского университета, с 1980-х гг. Е. Н. Полякова является членом топонимической комиссии при Пермской городской администрации. Также Е. Н. Полякова входит в состав редколлегии журнала «Вопросы ономастики», издаваемого на базе кафедры русского языка и общего языкознания Уральского федерального университета совместно с Институтом русского языка им. В. В. Виноградова РАН.
Широко известны диалектологические исследования Е. Н. Поляковой. По разработанной ею программе сбора географических терминов и названий хозяйственных участков были обследованы более 200 населенных пунктов Пермского края. Результаты полевых исследований легли в основу книги
«От араины до яра: Русская народная географическая терминология Пермской области» (в которой наряду с современными были использованы и материалы пермских памятников письменности), соответствующие словарные статьи для «Словаря Чердынских говоров». Е. Н. Полякова — автор первой части коллективной монографии «Русские говоры пермского региона» (1998), в которой описаны этапы формирования пермских говоров начиная с XV в.
Е. Н. Полякова в разное время читала в университете лекции по историко-лингвистическим дисциплинам, а также по ономастике и диалектной лексикологии. Участвует в диалектологических и археологических экспедициях, руководит курсовыми и дипломными работами студентов, исследованиями аспирантов.
Член специализированного совета по защите докторских диссертаций при Уральском университете (1985—2000), заместитель председателя диссертационного совета по защите кандидатских диссертаций при Пермском государственном университете, специальности 10.02.01 — Русский язык; 10.02.19 — Теория языка (1991—2000), член диссертационного совета Д212.189.11 по защите докторских диссертаций при Пермском государственном университете, специальности 10.01.01 — Русская литература; 10.02.01 — Русский язык; 10.02.19 — Теория языка (с 2000).
Входит в состав учёных советов ПГНИУ и филологического факультета ПГНИУ.
Главный редактор периодического сборника научных статей «Лингвокультурное пространство Пермского края: материалы и исследования». Член редакционной коллегии журналов «Вопросы ономастики» (издание ИРЯ им. В. В. Виноградова РАН и Уральского государственного университета им. А. М. Горького) и «Вестник Пермского университета. Сер. Российская и зарубежная филология».
Входит в состав комиссии по наименованию улиц и других объектов Перми при Пермской городской администрации (с 1973).

## Награды и звания
- Заслуженный деятель науки Российской Федерации
- почётный работник высшего профессионального образования Российской Федерации
- знак Минвуза «За отличные успехи в работе»
- лауреат премии Пермской области им. Л. Е. Кертмана за цикл работ по лексике и ономастике пермских памятников письменности и говоров.

## Основные работы
Общее количество публикаций — 270; из них — 20 книг.
Книги
- Полякова Е. Н. Материалы к словарю географических терминов пермских памятников XVII века: учебное пособие. Пермь, 1972.
- Полякова Е. Н. Лексика местных деловых памятников XVII — начала XVIII века и принципы её изучения: учебное пособие. Пермь, 1979.
- Полякова Е. Н. Из истории русских имен и фамилий: Книга для учащихся. М., 1975.
- Полякова Е. Н. От «араины» до «яра»: русская народная географическая терминология Пермской области. Пермь, 1988.
- Полякова Е. Н. Русская региональная историческая лексикография (по материалам памятников XVI — начала XVIII века). Пермь, 1990.
- Полякова Е. Н. Память языка: Рассказы о лексике пермских памятников письменности и говоров. Пермь, 1991.
- Полякова Е. Н. Словарь пермских памятников XVI — начала XVIII века. Пермь, 1993—1998. Вып. 1-4.
- Полякова Е. Н. К истокам пермских фамилий: Словарь. Пермь, 1997.
- Полякова Е. Н. Русские говоры пермского региона. Пермь, 1998 (в соавт.).
- Полякова Е. Н. Словарь пермских фамилий. Пермь, 2005. 462 с.
- Полякова Е. Н. Региональная лексикология и ономастика: материалы для самост. работы: учебное пособие. Пермь, 2006. 256 с.
- Полякова Е. Н. Словарь географических терминов в русской речи Пермского края. Пермь, 2007. 420 с.
- Полякова Е. Н. Словарь имен жителей Пермского края XVI—XVIII веков. Пермь: Изд. дом Бывальцева, 2007. 463 с.
- Полякова Е. Н. Лингвокультурное пространство Верхнего и Среднего Прикамья: матер. для самост. работы: учеб. пособие / Перм. гос. ун-т. Пермь, 2009. 260 с.
- Полякова Е. Н. Словарь лексики пермских памятников XVI — начала XVIII века / Перм. гос. ун-т. Пермь, 2010. Т. 1. 428 с. Т. 2. 424 с.
- Полякова Е. Н. История имен жителей Пермского края в XVI—XVIII вв.: монография / Перм. гос. ун-т. Пермь, 2010. 280 с.

Статьи
- Полякова Е. Н. Роль делового языка в развитии русской антропонимии XVII—XVIII вв. // Ономастика в кругу гуманитарных наук: материалы Междунар. науч. конференции. Екатеринбург, 2005. С. 66-68.
- Полякова Е. Н. Особенности отражения разговорно-бытовой речи в пермских деловых памятниках XVI — начала XVIII века // Стереотипность и творчество в тексте: по матер. Междунар. науч. конференции: межвуз. сб. науч. тр. Пермь, 2005. Вып. 9. С. 209—213.
- Полякова Е. Н. О связи языка и культуры по данным лексики и ономастики (фамилия Коноплев и слово конопля) // Вестн. Перм. ун-та. Сер. Российская и зарубежная филология. Пермь, 2010. Вып. 5(11). С. 7-17.
- Полякова Е. Н. Развитие пермских отыменных топонимов в Прикамье XVI—XVII вв. (по материалам писцовых и переписных книг) // Вестн. Перм. ун-та. Сер. Российская и зарубежная филология. Пермь, 2010. Вып. 4(10). С. 7-16.
- Полякова Е. Н. Формирование пермских отыменных фамилий в XVII—XVIII вв. // Вестн. Перм. ун-та. Сер. Российская и зарубежная филология. Пермь, 2010. Вып. 3(9). С. 7-17.
- Полякова Е. Н. Что носили модницы в Прикамье в XVII — начале XVIII века (по данным лексики пермских памятников письменности) // Вестн. Перм. ун-та. Сер. Российская и зарубежная филология. Пермь, 2010. Вып. 2 (18). С. 14-24.
- Полякова Е. Н. Что пили и курили в Прикамье в XVI — первой трети XVIII века (по данным лексики пермских памятников письменности) // Вестн. Перм. ун-та. Сер. Российская и зарубежная филология. Пермь, 2010. Вып. 1(7). С. 5-11.
- Полякова Е. Н., Русинова И. И., Боброва М. В. Научное направление «региональная лексикология, лексикография, ономастика» в Пермском университете // Вестн. Перм. ун-та. Сер. Российская и зарубежная филология. Пермь, 2016. Вып. 1(33). С. 137—154.